# Hippotion socotrensis
Hippotion socotrensis là một loài bướm đêm thuộc họ Sphingidae, chi Hippotion.

## Phụ loài
- Hippotion socotrensis socotrensis
- Hippotion socotrensis diyllus Fawcett, 1915